# Змеиный танец

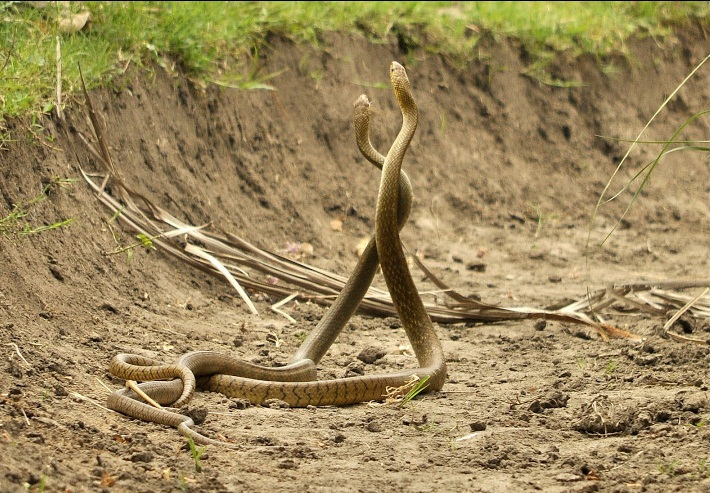
Брачный танец двух змей

«Змеиный танец», или «танец змей» — форма агрессивного агонистического поведения многих видов змей в брачный период, представляющая собой поединок, брачный турнир между самцами, цель которого состоит в выявлении более сильного, а значит доминирующего самца. При этом оба противника высоко поднимают переднюю часть тела, пытаясь обвить друг друга и прижать к земле. Самцы некоторых видов, например, кубинского удава, при этом кусают друг друга и могут нанести противнику значительные травмы. У одних змей, например, гремучников, во время поединка каждый из самцов пытается занять более высокое, доминирующее, положение, поднимая голову и переднюю часть туловища как можно выше вертикально вверх, а затем занявший таким образом более высокое положение пытается прижать своего противника к земле, быстро обвивая его и энергично толкая его вниз. У других, например, у королевских змей, противники вытягивают переднюю часть туловища вверх и вперед (диагонально), пытаясь как бы нависнуть над соперником, а затем, опускаясь на него, прижать его к земле. Когда один из самцов таким образом оказался в более низком положении, победитель может вернуться в исходную позу, демонстрирующую призыв к повторению поединка, проигравший же снова поднимается в ответ и повторяет попытки занять более высокое положение. Такие поединки с многочисленными попытками занять доминирующее положение могут продолжаться в течение часа или более. Во время этих схваток более агрессивная змея держит свою заднюю часть туловища над задней частью другой змеи.
Часто после того, как поединок продолжается некоторое время, одна особь пытается уползти от другой, иногда становясь при этом очень активной и яростно отбиваясь. Превосходящая (доминирующая) змея при этом сопровождает или преследует убегающую (подчиненную) змею.
Если поединок происходит при содержании змей в неволе, пространство для бегства побежденного невелико, поэтому доминирующая змея может легко восстановить контакт. Доминант может снова принять демонстрирующую приглашение к поединку позу перед подчиненным, и последний иногда поднимается в ответ. Если подчиненный не отвечает, а принимает низкую позу, обычно сворачиваясь у стенки террариума, доминант подползает и может лечь на подчиненного. Если подчиненный пытается убежать или отползти, доминант продолжает ползать или лежать на нем сверху. Если подчиненный поднимает голову, доминант может ответить, двигаясь над его головой, как бы заставляя его сохранять свою покорную (подчиненную) позу. Каждый раз, когда подчиненный проявляет активность, доминант может уползти, и когда подчиненный снова становится активным, доминант начинает возвращаться, в это время подчиненный пытается избежать приближения доминанта, убегая, но доминант преследует его. При этом подчиненный может пытаться подняться по стенкам террариума. Когда контакт между двумя самцами снова устанавливается, подчиненный может снова попытаться убежать или снова принять позу подчинения.
«Змеиным танцем» иногда называют также процесс ухаживания самца за самкой, когда самец преследует самку, пытается остановить, прижимает её голову к земле, обвивает задней частью своего тела хвост самки. У эскулаповых полозов самец долго преследует уползающую самку, а когда наконец догоняет её, обвивается вокруг её тела. После этого обе змеи могут ещё достаточно быстро двигаться вместе. Остановившись, они одновременно поднимают вертикально вверх передние части тела и, разведя в стороны головы, застывают на месте, образуя напоминающую лиру фигуру.

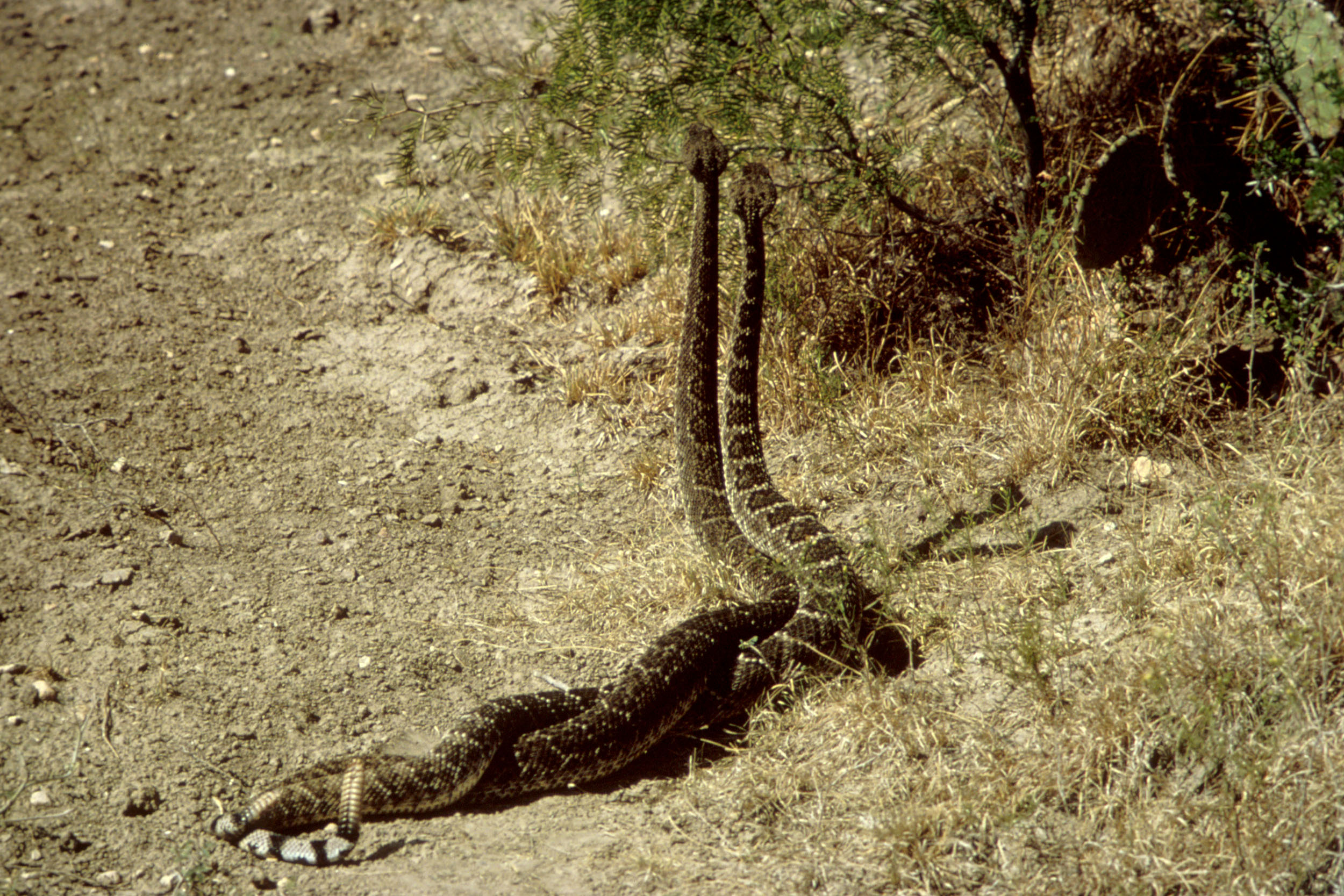
Поединок самцов гремучей змеи Crotalus scutulatus
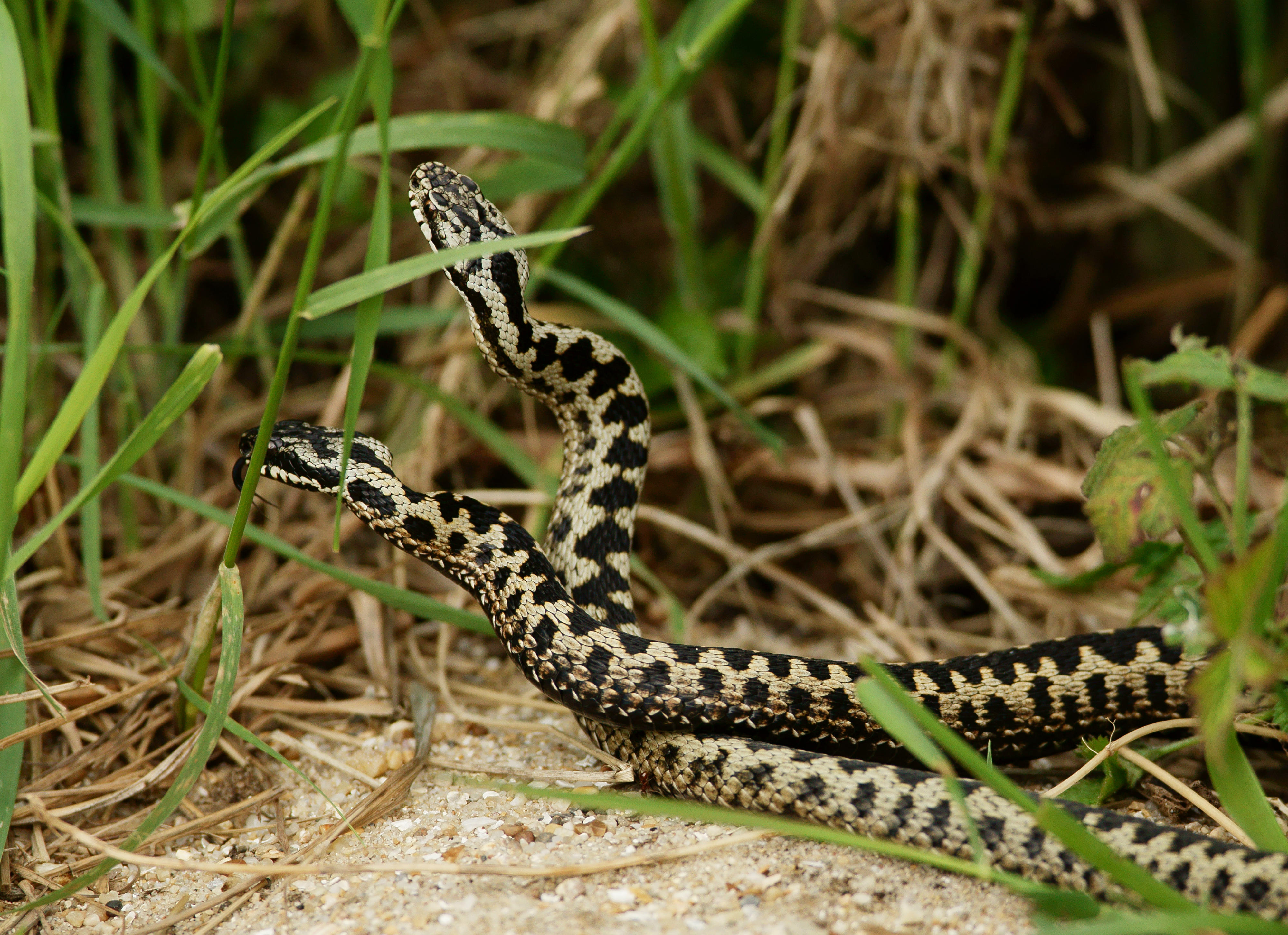
Два самца обыкновенной гадюки в брачном поединке
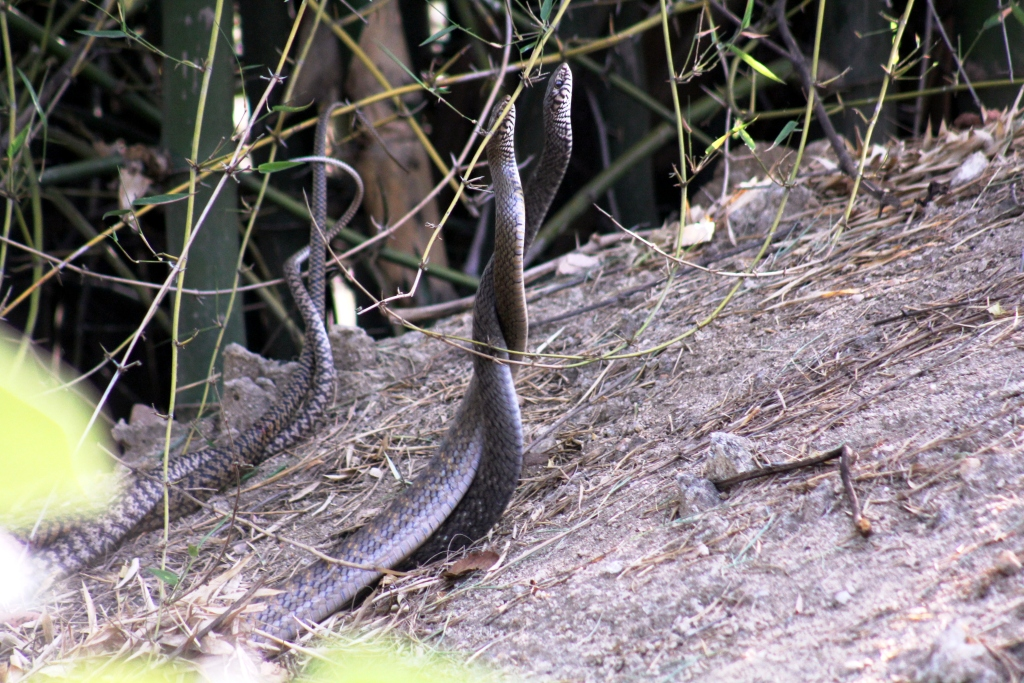
Брачный танец большеглазых полозов
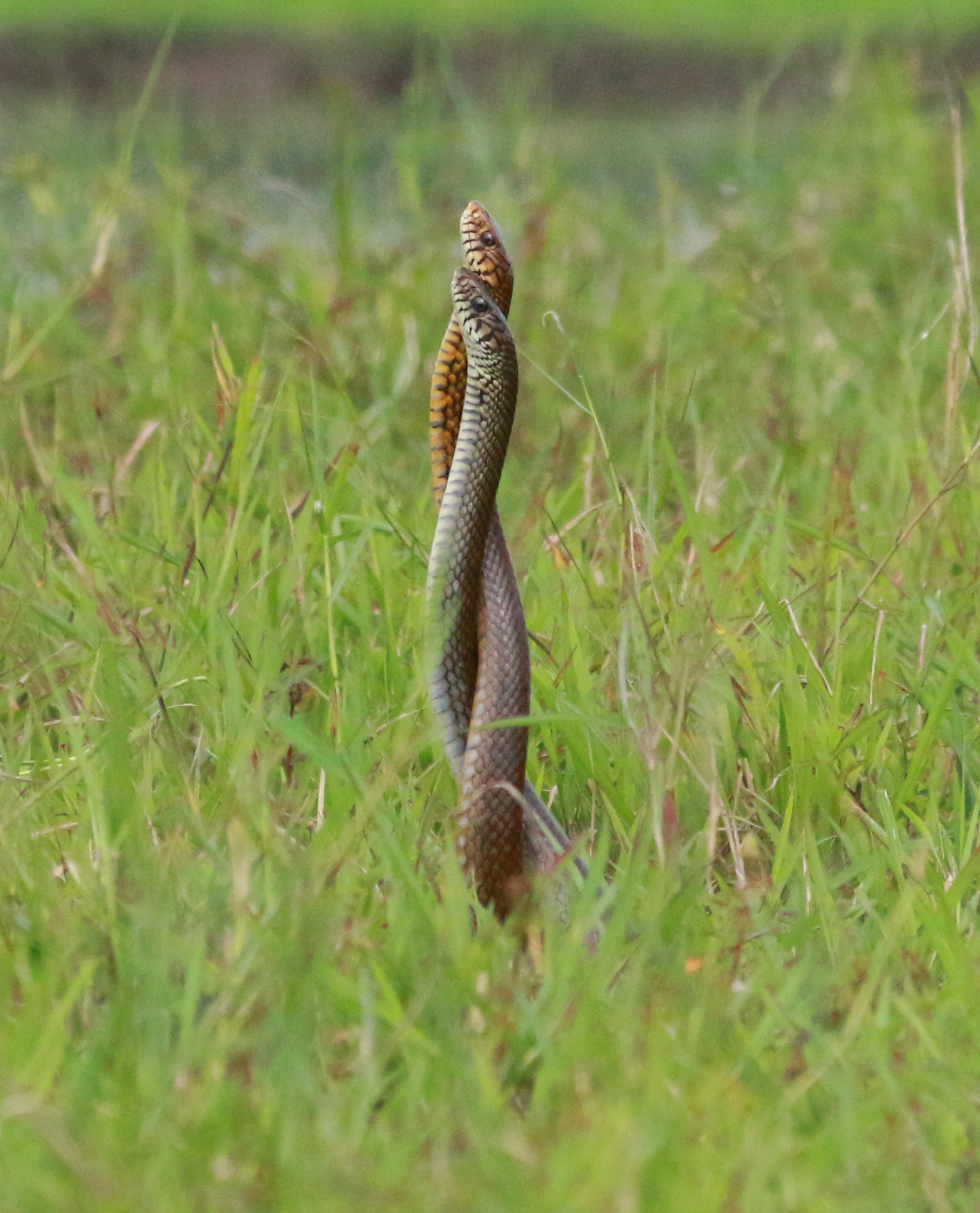
Поединок большеглазых полозов
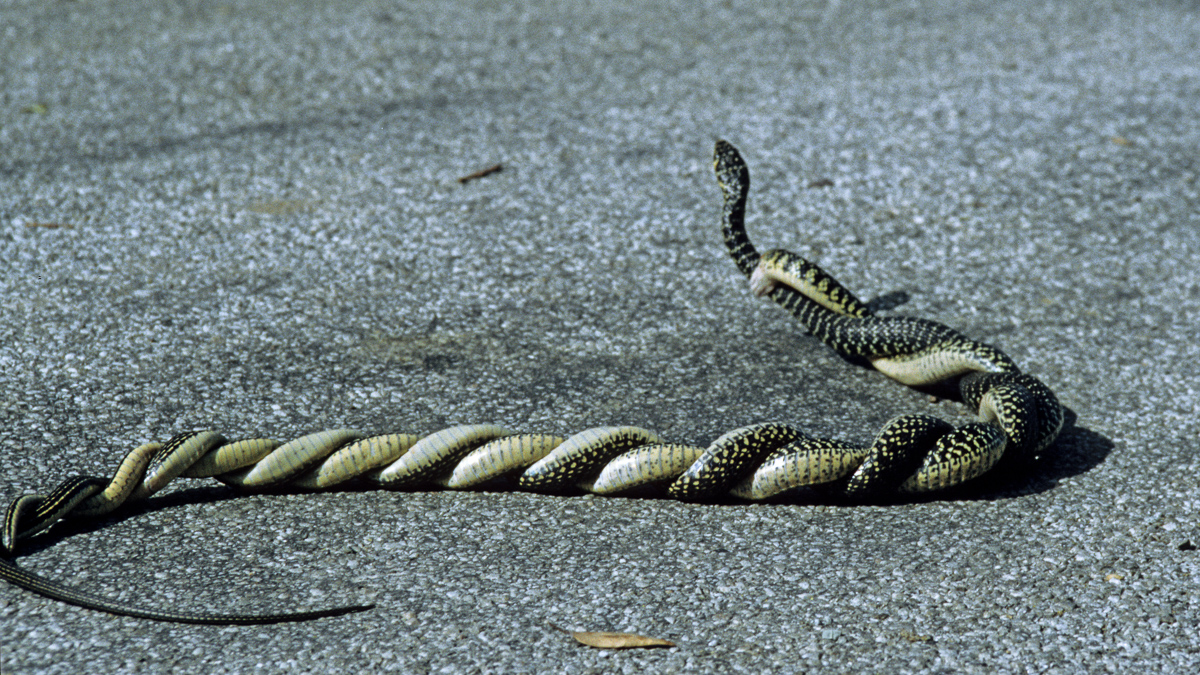
Брачный танец жёлто-зелёных полозов
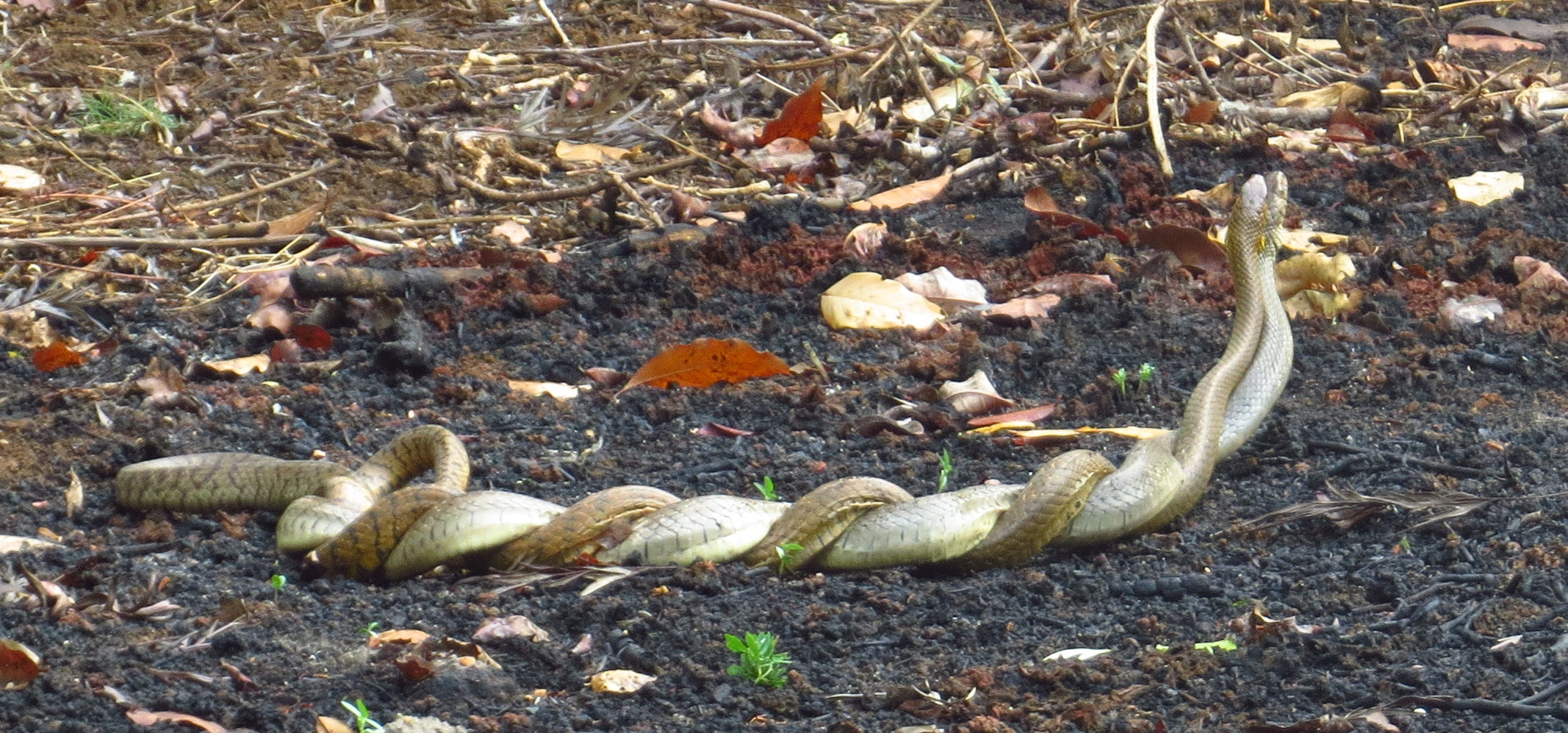